# A. Svensson
Adolph Bernhard Svensson (født 19. november 1880 i Løjt Kirkeby, død 14. oktober 1963 i Haderslev) var en dansk chefredaktør, folketingsmedlem, Kommandør af Dannebrog, Dannebrogsmand.

## Barndom
A. Svensson var søn af en svensk far og en sønderjysk mor og var barn og ung, mens grænsen gik oppe ved Kongeåen. Som stærkt dansksindet tog han på flere efter- og højskoleophold i kongeriget nord for grænsen. Efter at have aftjent tysk værnepligt i Østprøjsen i to år blev han dansk bladmand. Senere var han genindkaldt som tysk soldat under 1. verdenskrig.

## Redaktør
A. Svensson var journalist ved Flensborg Avis 1903-06. Redaktør af Dybbøl-Posten i Sønderborg 1907-15 og igen soldat til 1919, hvor han blev redaktør af »Danskeren« i Haderslev, som skiftede navn til Haderslev Stiftstidende. Politisk redaktør ved Jydske Tidende 1929-45.

## Politiker
A. Svensson var medlem af Det konservative Folkepartis repræsentantskab, og 1926-36 var han leder af det konservative højskolearbejde. Medlem af Folketinget for de sønderjyske amtskredse 1932-45, af Det Udenrigspolitiske Nævn 1939-45 og af statens udvalg til støtte af dansk sprog og dansk kultur i udlandet 1932-56. Formand for Dansk Samråd 1939-44 og 1945-47.

## Sønderjyde
A. Svensson var meget engageret i danskhedens sag i Sønderjylland, en kamp, som er blevet fulgt op af hans sønner Bjørn Svensson og Poul Svensson, og alle har de skrevet meget om Sønderjylland. A. Svensson var medlem af den nordslesvigske vælgerforenings tilsynsråd 1907-19 og medlem af bestyrelsen for Sønderjysk Hjælpefond 1938-56, og medlem af den sønderjyske skolekommission 1945-46.

## Forfatterskab
Blandt redaktør A. Svenssons skrifter kan nævnes:
- Dansk og Tysk ved Grænsen, en Linje fra Nationalitetskampen (1940)
- Midt i en Jerntid – (1941)
- Jessens Testamente (1942) (om redaktør Jens Jessen, Flensborg Avis)
- Fra et Staasted (1943)
- Tiden der fulgte (1950)
- Dansk Samraad (Et Bidrag til sønderjydsk Historie før og under den tyske Besættelse) (1951)
- Redaktør J. Jessen, Flensborg Avis (en biografi i 3 dele) (1955-60)
- Redaktør Jessen og det gamle Højre (1963)